# از کجا آمده‌ام آمدنم بهر چه بود
«از کجا آمده‌ام آمدنم بهر چه بود» غزل مشهوری منسوب به مولوی است که آدمی را به تفکر و اندیشه‌ورزی دعوت می‌کند و پرسش بنیادی در مورد منشأ وجود انسان در طول تاریخ که انسان از کجا آمده، به کجا خواهد رفت و چرا آمده‌است را بازگو می‌کند.
| روزها فکر من این است و همه شب سخنم |  | که چرا غافل از احوال دل خویشتنم |
| از کجا آمده‌ام آمدنم بهر چه بود     |  | به کجا می‌روم آخر ننمایی وطنم    |

## غزل اول
| روزها فکر من این است و همه شب سخنم      |  | که چرا غافل از احوال دل خویشتنم     |
| از کجا آمده‌ام آمدنم بهر چه بود          |  | به کجا می‌روم آخر ننمایی وطنم        |
| مانده‌ام سخت عجب کز چه سبب ساخت مرا      |  | یا چه بوده‌است مراد وی از این ساختنم |
| آنچه از عالم عِلوی است من آن می‌گویم      |  | رخت خود باز بر آنم که همان‌جا فکنم   |
| مرغ باغ ملکوتم نِیم از عالم خاک          |  | چند روزی قفسی ساخته‌اند از بدنم      |
| کیست آن گوش که او می‌شنود آوازم          |  | یا کدام است سخن می‌کند اندر دهنم     |
| کیست در دیده که از دیده برون می‌نگرد     |  | یا چه جان است نگویی که منش پیرهنم   |
| تا به تحقیق مرا منزل و ره ننمایی        |  | یک دم آرام نگیرم نفسی دم نزنم       |
| می وصلم بچشان تا در زندان ابد           |  | به یکی عربده مستانه به هم درشکنم    |
| من به خود نامدم اینجا که به خود باز روم |  | آنکه آورد مرا باز برد تا وطنم       |
| تو مپندار که من شعر به خود می‌گویم       |  | تا که هشیارم و بیدار یکی دم نزنم    |

## غزل دوم
| روزها فکر من اینست و همه شب سخنم        |  | که چرا غافل از احوال دل خویشتنم   |
| از کجا آمده‌ام آمدنم بهر چه بود          |  | به کجا می‌روم آخر ننمایی وطنم      |
| مانده‌ام سخت عجب کز چه سبب ساخت مرا      |  | یا چه بودست مراد وی ازین ساختنم   |
| جان که از عالم علوی ست یقین می‌دانم      |  | رخت خود باز برآنم که همان‌جا فکنم  |
| مرغ باغ ملکوتم نیم از عالم خاک          |  | دوسه روزی قفسی ساخته‌اند از بدنم   |
| ای خوش آن روز که پرواز کنم تا بر دوست   |  | به هوای سر کویش پروبالی بزنم      |
| کیست در دیده که از دیده برون می‌نگرد     |  | یا کدامست سخن می‌نهد اندر دهنم     |
| کیست در گوش که او می‌شنود آوازم          |  | یا چه جان است نگویی که منش پیرهنم |
| تا به تحقیق مرا منزل و ره ننمایی        |  | یک دل آرام نگیرم نفسی دم نزنم     |
| من به خود نامدم اینجا که به خود باز روم |  | آنکه آورد مرا باز برد در وطنم     |
| می وصلم بچشان تا در زندان ابد           |  | از سر عربده مستانه به هم درشکنم   |
| تو مپندار که من شعر به خود می‌گویم       |  | تا که بیدارم و هوشیار یکی دم نزنم |
| شمس تبریز اگر روی به من بنمایی          |  | والله این قالب مردار بهم در شکنم  |

## سه پرسش بنیادی
فلسفه نظری دانشی است که دربارهٔ اشیاء آنچنان که هستند بحث می‌کند و فلسفه علمی دانشی است که دربارهٔ افعال انسان آنچنان که شایسته‌است باشد، بحث می‌کند. فلسفه نظری بر سه قسم است: الهیات یا فلسفه علیا، ریاضیات یا فلسفه وسطی، طبیعیات یا فلسفه سفلی
محور اصلی الهیات یا فلسفه علیا که گاه فلسفهٔ اولی، فلسفه علیا، علم اعلی، علم کلی و ما بعد الطبیعه نیز نامیده می‌شود یافتن پاسخی برای علت نهایی موجودات و جهان هستی، دنیای مادی و غیرمادی، نقش انسان در این جهان و اینکه در نهایت و پاسخ به سه پرسش بنیادی است، این جهان از کجا آمده، برای چه آمده و هدف نهایی و مقصود آفرینش این جهان و موجوداتش چیست؟.
عرفان حقیقی باید به این سه پرسش پاسخی قانع‌کننده، مستدل، منطقی و عملی ارائه دهد. به همین جهت نورعلی الهی عرفان را ثمرهٔ درخت شریعت و نتیجه نهایی فلسفه و حکمت می‌داند.

## نقد و باورها
بسیاری از مولوی پژوهان معتقدند که این ابیات از مولانا نیست چراکه کسی در شأن و مقام مولانا هیچ‌گاه چنین سؤالی برایش پیش نخواهد آمد. اما عده‌ای هم معتقدند که اتفاقاً این شعر از آنِ مولانایی است که دائماً توصیه می‌کند در هر مقامی هستید به خود بنگرید و خود را مورد پرسشگری قرار دهید.